# Kavaklıorman, Adapazarı
Kavaklıorman là một xã thuộc quận Adapazarı, tỉnh Sakarya, Thổ Nhĩ Kỳ. Dân số thời điểm năm 2008 là 572 người.